# Stephen Bersted
Stephen Bersted (* vor 1220; † 21. Oktober 1287) war ein englischer Geistlicher. Ab 1262 war er Bischof von Chichester. Während des Zweiten Kriegs der Barone gehörte er zu den führenden Geistlichen, die die Adelsopposition gegen den König unterstützte.

## Herkunft und Ausbildung
Stephens Familie benannte sich nach dem unweit von Chichester gelegenen Dorf Bersted in Sussex, dass zu Pagham, einem Gut der Erzbischöfe von Canterbury gehörte. Über seine Eltern ist nichts bekannt. Stephen wurde Geistlicher und war bereits 1247 Kanoniker in Chichester. 1254 studierte er Theologie an der Universität Oxford.

## Aufstieg zum Bischof und Rolle im Krieg der Barone
Als Kaplan im Dienst von Bischof Richard Wyche erlebte Bersted, wie nachtragend König Heinrich III. gegenüber dem Bischof war, als er dessen Wahl nicht anerkennen wollte. Gegen den König rebellierte ab 1258 eine Adelsopposition, die zeitweise die Regierung von England erlangte. Dies trug dazu bei, dass Bersted, obwohl er der Ärmste der Kanoniker von Chichester war, im Mai oder Juni 1262 als Kritiker des Königs zum neuen Bischof gewählt wurde. Am 24. September wurde er von Erzbischof Bonifatius von Canterbury zum Bischof geweiht. Zusammen mit den Bischöfen Walter de Cantilupe von Worcester und Richard of Gravesend von Lincoln unterstützte er im Mai 1263 Bischof John Gervase von Winchester, als dieser Henry of Sandwich zum Bischof von London weihte. Stephen Bersted war sich wie John Gervasce und den meisten anderen Bischöfe sicher, dass die von den rebellischen Baronen erlassenen Provisions of Oxford für eine bessere Regierung von England sorgen würden. Folglich unterstützte er die Adelsopposition gegen den König. Im März 1264 gehörte Bersted zusammen mit den Bischöfen Walter de Cantilupe, Henry of Sandwich und John Gervase zu Vertretern der Barone in Verhandlungen mit dem König, die in Brackley und Oxford stattfanden. Dabei versprachen sie, dass die Barone die Ablehnung der Provisions of Oxford durch den Mise of Amiens akzeptieren würden, wenn der König im Gegenzug Staatsämter nur an Engländer vergeben würde. Als dieser Kompromissvorschlag scheiterte, gehörte Bersted zu den Geistlichen, die in der Dominikanerniederlassung von Oxford Gegner der Provisions exkommunizierten. Als es wenig später zum offenen Zweiten Krieg der Barone gegen den König kam, versuchte Bersted am 12. Mai 1264, kurz vor der Schlacht von Lewes, zusammen mit einigen Dominikanern vergeblich den König noch einmal zum Einlenken zu bewegen. Als König Heinrich III. in der Schlacht von Lewes eine schwere Niederlage erlitt und in die Gewalt der Adelsopposition geriet, wurde Bersted zu einem der Führer der neuen Regierung der Barone. Zusammen mit Simon de Montfort, 6. Earl of Leicester und Gilbert de Clare, 3. Earl of Gloucester wurde er im Juni ermächtigt, den neuen neunköpfigen Staatsrat zu wählen. Damit zog er sich die Feindschaft von Papst Urban IV. zu, der weiter den König unterstützte. Bersted widersetzte sich der Anordnung des päpstlichen Legaten Kardinal Gui Foucois, sich vor ihm in Boulogne zu verantworten. Auch der Aufforderung des Legaten, die Exkommunikation der Anhänger Montforts zu verkünden, kam er nicht nach. Im Januar 1265 nahm er an De Montfort’s Parliament teil, und vermutlich gehörte er zu den Bischöfen, die im März 1265 Gegner der Magna Carta und der neuen Regierung exkommunizierten. Anscheinend führte der Streit zwischen Montfort und Clare aber dazu, dass Bersted sich zunehmend aus der Regierung zurückzog. Im August 1265 wurden Montfort und seine Anhänger in der Schlacht von Evesham entscheidend von den Anhängern des Königs besiegt. Danach musste sich Bersted vor dem König verantworten, warum er dessen Feinde unterstützt hatte. Der neue päpstliche Legat Kardinal Ottobono suspendierte ihn im April 1266 von seinem Amt als Bischof und verwies ihn an Papst Clemens IV., den früheren Legaten Gui Foucois, der über ihn urteilen sollte. Bersted reiste an den Papsthof nach Italien, doch erst am 26. November 1272 vergab ihm der neuen Papst Gregor X. Damit war Bersted der letzte Bischof unter den Anhängern Montforts, dem vergeben wurde. Danach kehrte er nach England zurück und übernahm wieder die Verwaltung seiner Diözese.

## Wirken als Bischof
Vermutlich nahm Bersted im Januar 1278 an einer Kirchenratsversammlung in London teil, die sich über Einmischung von Papst Nikolaus III. in Angelegenheiten der Kirche Englands beschwerte. Von Juli bis August 1279 nahm er an der ersten Kirchenratsversammlung teil, die Erzbischof John Pecham nach Reading einberufen hatte und auf der wichtige Kirchenrechtsregeln beschlossen wurden. Bersted genoss anscheinend die Gunst des neuen Königs Eduard I., der am 16. Juni 1276 der Umbettung der Gebeine des heiliggesprochenen Bischofs Richard Wyche beiwohnte. Zusammen mit Erzbischof Robert Kilwardby leitete Bersted die prächtige Zeremonie in der Kathedrale von Chichester.
Aus Bersteds Amtszeit ist kein Urkundenregister erhalten. Um Chichester einen Zugang zur See zu verschaffen, gründete er in Wardur bei Sidlesham eine Stadt, die allerdings nur kurzzeitig bestand. In seinen letzten Jahren erblindet, starb er 1287.